# Eliza Dushku
Eliza Patricia Dushku (30. december 1980) er en amerikansk fjernsyns og filmskuespiller med albanske, danske og engelske rødder, som har medvirket i adskillige Hollywood-film, såsom True Lies, The New Guy, Bring It On og Wrong Turn. Hun har også optrådt i Buffy - Vampyrernes Skræk og i Angel som Faith, og spillet hovedrollen i tv-serien Tru Calling.

## Etnicitet
Dushku blev født i Watertown, Massachusetts, datter af Philip Richard George Dushku, en administrator og lærer i Boston Public Schools, og en statsvidenskabelig professor. Dushkas far er af albansk afstamning, fra byen Korçë i Albanien, og hendes mor er af dansk og engelsk afstamning. 

## Filmografi
- That Night (1992) – Alice Bloom
- This Boy's Life (1993) – Pearl
- Fishing With George (1994) – Ukendt
- Livsfarlig løgn (1994) – Dana Tasker
- Bye Bye Love (1995) – Emma Carlson
- Journey (1995) (TV) – Cat
- Race the Sun (1996) – Cindy Johnson
- Bring It On (2000) – Missy Pantone
- Jay and Silent Bob Strike Back (2001) – Sissy
- Soul Survivors (2001) – Annabel
- The New Guy (2002) – Danielle
- City by the Sea (2002) – Gina
- Wrong Turn (2003) – Jessie Burlingame
- The Kiss (2003) – Megan
- The Last Supper (2006) – Servitrice
- Yakuza (2006, videospil) – Yumi Sawamura (stemme)
- On Broadway (2007) – Lena Wilson
- Nobel Son (2007) – Sharon "City" Hall
- Sex and Breakfast (2007) – Renee
- Bottle Shock (2008) – Joe
- The Alphabet Killer (2008) – Megan Paige
- Open Graves (2008) – Erica
- The Thacker Case (2008) – Monica Wright
- Noah's Ark: The New Beginning (2008) – Zalbeth (stemme)

## Tv-serier
- Buffy the Vampire Slayer (1998-1999, 2000, 2003) – Faith (20 episoder)
- Angel (2000, 2003, gæsteoptrædener) – Faith (6 episoder)
- King of the Hill (2002) – Jordan (stemme) i episoden 'Get Your Freak Off'
- Punk'd (2003) – Hende selv
- Tru Calling (2003-2005) – Tru Davies (26 episoder)
- Reading Rainbow (2005 gæsteoptræden) – Fortæller til episoden 'Unique Monique'
- That '70s Show (2005 gæsteoptræden) – Sarah
- Nurses (2007) – Eve Morrow (Pilot)
- Ugly Betty (2007 gæsteoptræden) – Cameron Ashlock
- Dollhouse (2008) – Echo